# Qatars nationalmuseum
Qatars nationalmuseum (arabiska: المتحف الوطني في قطر) är ett historiskt museum i Qatars huvudstad  Doha. 
Qatars första nationalmuseum invigdes år 1975 på iniativ av landets härskare schejk Khalifa bin Hamad Al Thani. Det inhystes i ett övergivet palats från 1918 som byggdes om och utökades med en museibyggnad i tre våningar och ett akvarium. Ombyggnaden belönades med 
Aga Khans arkitekturpris år 1980.
En arkitekttävling om ett nytt museum utlystes år 2003 och vanns av den franske arkitekten Jean Nouvel. Byggnaden, som tog 18 år att bygga har inspirerats av öknen och de ökenroskristaller man kan hitta där. Den består av flera låga paviljonger som binds ihop med  snedställda skivor av fiberförstärkt betong som ger naturlig skugga.
Museet har elva gallerier med  permanenta och tillfälliga utställningar samt en föreläsningssal, laboratorier, en restaurang och två kaféer. Det kostade 400 miljoner dollar att bygga och invigdes den 28 mars 2019.
Samlingarna består av föremål från förhistorisk till modern tid, däribland en matta från Badora som har broderats med mer än 1,5 miljoner pärlor samt det tidigare palatset, som renoverades år 2014.